# Stade Rivière Salée
Le stade Rivière Salée, également connu sous le nom de stade Bernard-Ukeiwé, est un stade omnisports néo-calédonien (principalement utilisé pour le football et l'athlétisme) situé à Nouméa, la capitale de l'île.
Le stade, doté de 3 000 places et inauguré en 1995, sert d'enceinte à domicile pour l'équipe de football de l'Association sportive Kirikitr.

## Histoire
Le stade, qui porte le nom du quartier dans lequel il est situé (Rivière Salée), porte aussi le nom de Stade Bernard Ukeiwé (en hommage à Bernard Ukeiwé, homme politique d'origine kanak et anti-indépendantiste).
Il fait partie des stades hôtes de l'épreuve de football masculin des Jeux du Pacifique de 2011,, le stade accueillant les matchs du groupe A, qui inclut alors les équipes des Samoa américaines, de Guam, des Îles Salomon, des Tuvalu et du Vanuatu.

## Événements
- 27 août-5 septembre 2011[10] : Jeux du Pacifique (football masculin)[11]